# Дом Салтыкова-Щедрина
Дом Салтыкова-Щедрина (Морозова) — особняк XIX века, расположенный в городе Рязань на пересечении улиц Ленина и Николодворянской, объект культурного наследия федерального значения. Дом носит имя великого русского писателя, Михаила Евграфовича Салтыкова-Щедрина, так как он проживал здесь в 1858—1860 годах.

## История
Особняк, находящийся в центре города, на улице Астраханской (Ленина), был построен в 1810-х годах и принадлежал коллежскому асессору Друкорту. При нем это был целый комплекс построек, выходивших также и на Николодворянскую улицу: конюшни, дом служащих, баня и сад. В середине XIX века дом приобрел купец Морозов, у которого в 1858—1860 годы снимал комнаты М. Е. Салтыков-Щедрин. В то время писатель занимал пост рязанского вице-губернатора. В память об этом в 2008 г. у здания был установлен бюст русского классика (скульптор И. Черапкин).
После революции здание национализировали. В 1930 году снесли конюшни и баню. А в 1946 году в здании разместился Горком компартии. В начале XXI века в здании размещался филиал Рязанской областной универсальной научной библиотеки им. А. М. Горького.
В 2016 г. особняк передан Рязанскому историко-архитектурному музею заповеднику для организации музейного центра А. И. Солженицына.

## Архитектура
Особняк был построен в 1810-е годы в стиле позднего классицизма по проекту архитектора Н. Д. Шеина. Композиция здания состоит в двух ризалитах (выступах), стилизованных под рустованные арки, и фронтонах, украшенных цветочной лепниной и ракушками, а они, как известно, являются символом саморазвития в масонстве.
Дом одноэтажный, с антресолями. Первоначальная постройка относится к XVIII веку. В середине XIX в. дополнен пониженной пристройкой, в середине XX в. — симметрично увеличен вдоль главной улицы.